# 圣苏普莱
圣苏普莱（法語：Saint-Soupplets，法語發音：[sɛ̃ suplɛ] ⓘ）是法国塞纳-马恩省的一个市镇，属于莫城区。

## 地理
圣苏普莱（49°2'18"N, 2°48'26"E）面积13.78 平方千米，位于法国法蘭西島大區塞纳-马恩省，该省份为法国北部内陆省份，北起瓦兹省，西接埃松省、马恩河谷省、塞纳-圣但尼省和瓦兹河谷省，南至卢瓦雷省，东南接约讷省，东临马恩省和奥布省，东北接埃纳省。
与圣苏普莱接壤的市镇（或旧市镇、城区）包括：屈西、福尔夫里、热夫尔勒沙皮特尔、马尔谢莫雷、蒙热昂戈埃勒、蒙蒂永、瓦斯里、勒普莱西莱韦克。

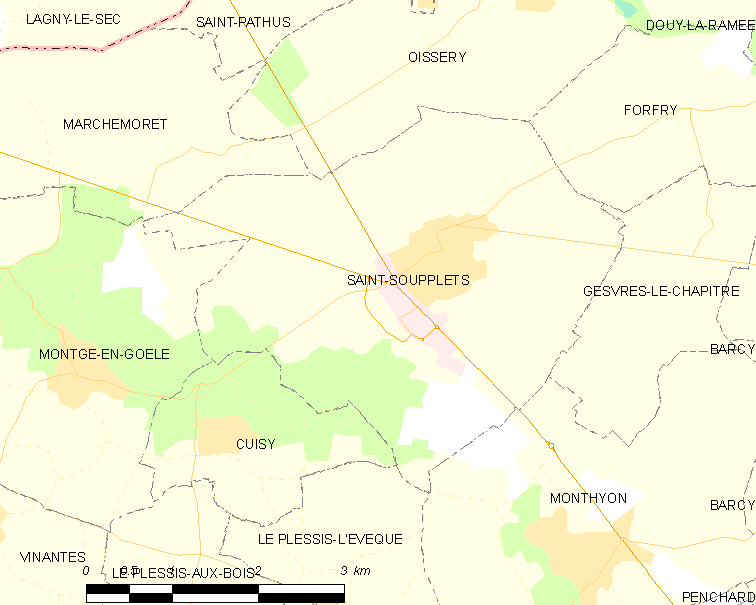
圣苏普莱的OSM定位图

圣苏普莱的时区为UTC+01:00、UTC+02:00（夏令时）。

## 行政
圣苏普莱的邮政编码为77165，INSEE市镇编码为77437。

## 政治
圣苏普莱所属的省级选区为克莱-苏伊县。

## 人口

1962-2008年间圣苏普莱人口变化图示

圣苏普莱于2022年1月1日时的人口数量为3586人。